# Conferencia de Casablanca

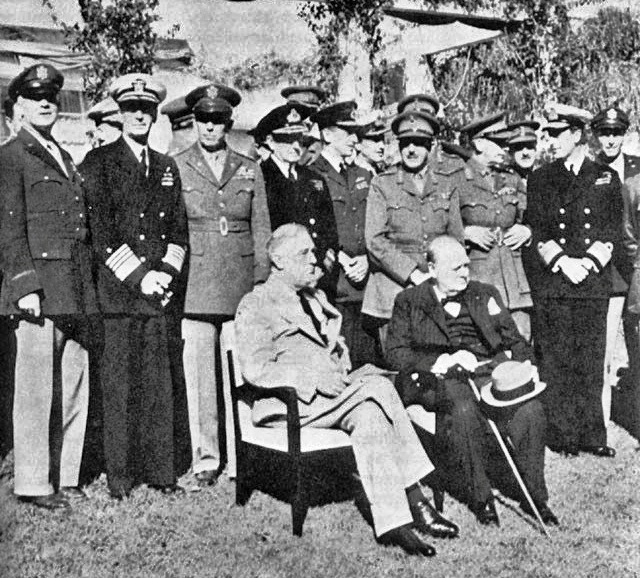
El presidente estadounidense Franklin D. Roosevelt y el primer ministro británico Winston Churchill.

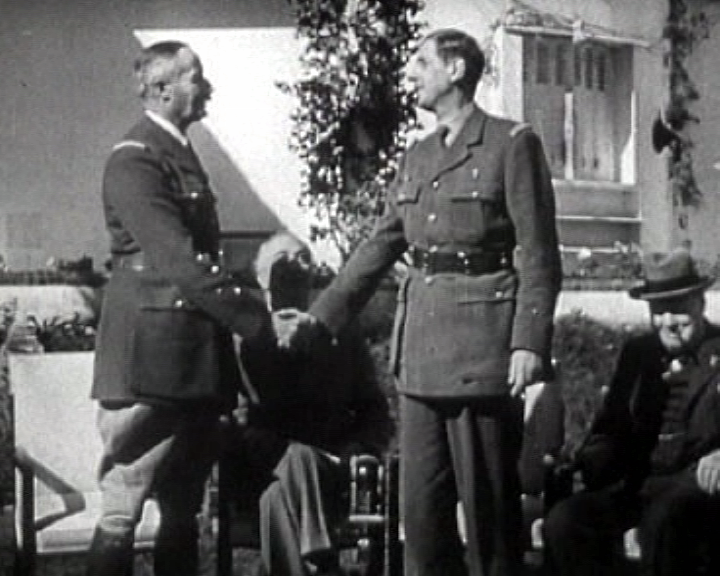
Los líderes franceses Henri Giraud y Charles de Gaulle junto a Roosevelt y Churchill en la conferencia de Casablanca.

La conferencia de Casablanca fue realizada en el Hotel Anfa, en Casablanca (Marruecos), que entonces era un protectorado francés. La conferencia se realizó del 12 al 23 de enero de 1943, con el objetivo de planear una estrategia europea para el funcionamiento aliado durante la Segunda Guerra Mundial. En esta conferencia estuvieron presentes Franklin Delano Roosevelt, Winston Churchill, Charles de Gaulle y Henri Giraud.
El líder de la Unión Soviética, Iósif Stalin fue también invitado a la conferencia, pero rechazó la oferta debido a que la batalla de Stalingrado exigía su presencia en la URSS. El general Charles de Gaulle se negó inicialmente a participar en la conferencia, pero tuvo que cambiar de parecer debido a la amenaza de Winston Churchill de reconocer a Henri Giraud como único líder de las Fuerzas de la Francia Libre. Henri Giraud también estuvo presente en la conferencia. Durante las conversaciones fue evidente la tensión entre los dos líderes franceses.
La declaración de la conferencia de Casablanca expresaba que debía buscarse la rendición sin condiciones por parte de las Potencias del Eje. También se acordó ayudar a la Unión Soviética llevar a cabo la invasión de Sicilia e Italia y reconocer el liderazgo de manera conjunta de la Francia Libre por parte de De Gaulle y Giraud. Roosevelt presentó los resultados de la conferencia al pueblo estadounidense a través de la radio el 12 de febrero de 1943. También se acordó que no habría invasión por el canal de la Mancha durante 1943.